# Alma Allen
Alma Allen (Salt Lake City, Utah; 1970) es un escultor estadounidense. Vivió y trabajó en Joshua Tree, California. Actualmente trabaja en Tepoztlán, México.

## Trabajo

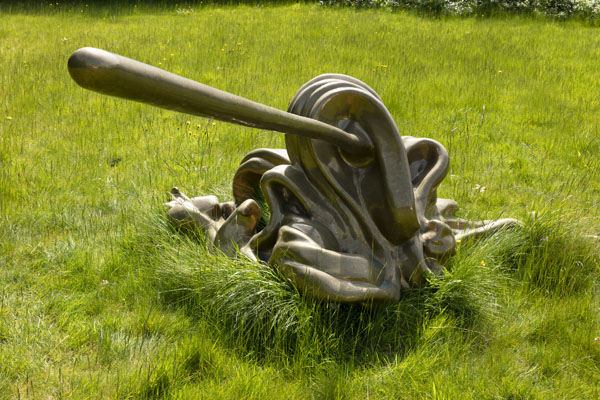
Not yet titled (2021)

Talladas en madera y piedra recolectadas o fundidas en bronce, las esculturas de Allen varían en escala desde fetiches del tamaño de un dedal hasta pseudo-figuras de varias toneladas. Aunque están hechas de los materiales más densos, las obras altamente pulidas parecen estar en estados de movimiento silencioso e incipiente. El New York Times describió las formas como "formas biomórficas sensuales", y la co-curadora de la Whitney Biennial 2014, Michelle Grabner, seleccionó tres de las esculturas a gran escala de Allen para su inclusión en la Bienal 2014.

## Carrera y recepción crítica
Antes de la Bienal de 2014, Allen era conocido por muchos coleccionistas, pero no tanto por el establecimiento artístico en general. Rara vez expuso, prefiriendo vender independientemente desde su estudio en el desierto de Mojave que el artista diseñó y construyó él mismo. La ubicación remota de su estudio, a ciento sesenta kilómetros de Los Ángeles en el límite del Parque nacional de Árboles de Josué, le dio la reputación de ser un recluso. 
Aunque los informes de prensa habían notado previamente las formas minuciosas de Allen como sus muebles modernistas en la tradición de Isamu Noguchi y Donald Judd, las imágenes de las contribuciones de la Bienal de Allen circularon ampliamente en los principales medios especializados en arte después de la exposición. 
La revista TIME nombró su mármol blanco Sin título, 2013, una de las "Cinco mejores obras en la Bienal de Whitney", y Matt Tyrnauer del New York Times Style Magazine, la describió como el "camino menos transitado hacia el estrellato mundial del arte".  El crítico Andrew Bernardini de Artforum, se refirió a la "fuerza gravitacional" de las obras en una exposición individual de la obra de Allen en la galería Blum & Poe. La crítica Christina Catherine Martinez escribió "Allen cuestiona su propio lugar en el vacío de la historia del arte de la única manera que conoce: manipulando la naturaleza de los materiales, un lenguaje nudoso y manifiesto del mundo".